# Jiří Adam
Jiří Adam (* 12. Oktober 1950 in Prag) ist ein ehemaliger tschechoslowakischer Pentathlet und Fechter.

## Leben
Adam gehörte bei den Olympischen Spielen 1976 in Montreal erstmals zum tschechoslowakischen Aufgebot. Im Einzelwettbewerb des Modernen Fünfkampfes belegte er den 29. Platz, mit der Mannschaft, zu der außer ihm noch Bohumil Starnovský und Jan Bártů zählten, gewann er Silber. 1980 nahm Adam  auch an den Spielen in Moskau teil, diesmal im Degenfechten. Den Wettkampf schloss er mit der tschechoslowakischen Mannschaft auf dem sechsten Rang ab.